# Traverse
Pour les articles homonymes, voir Traverse (homonymie).
 (août 2009).

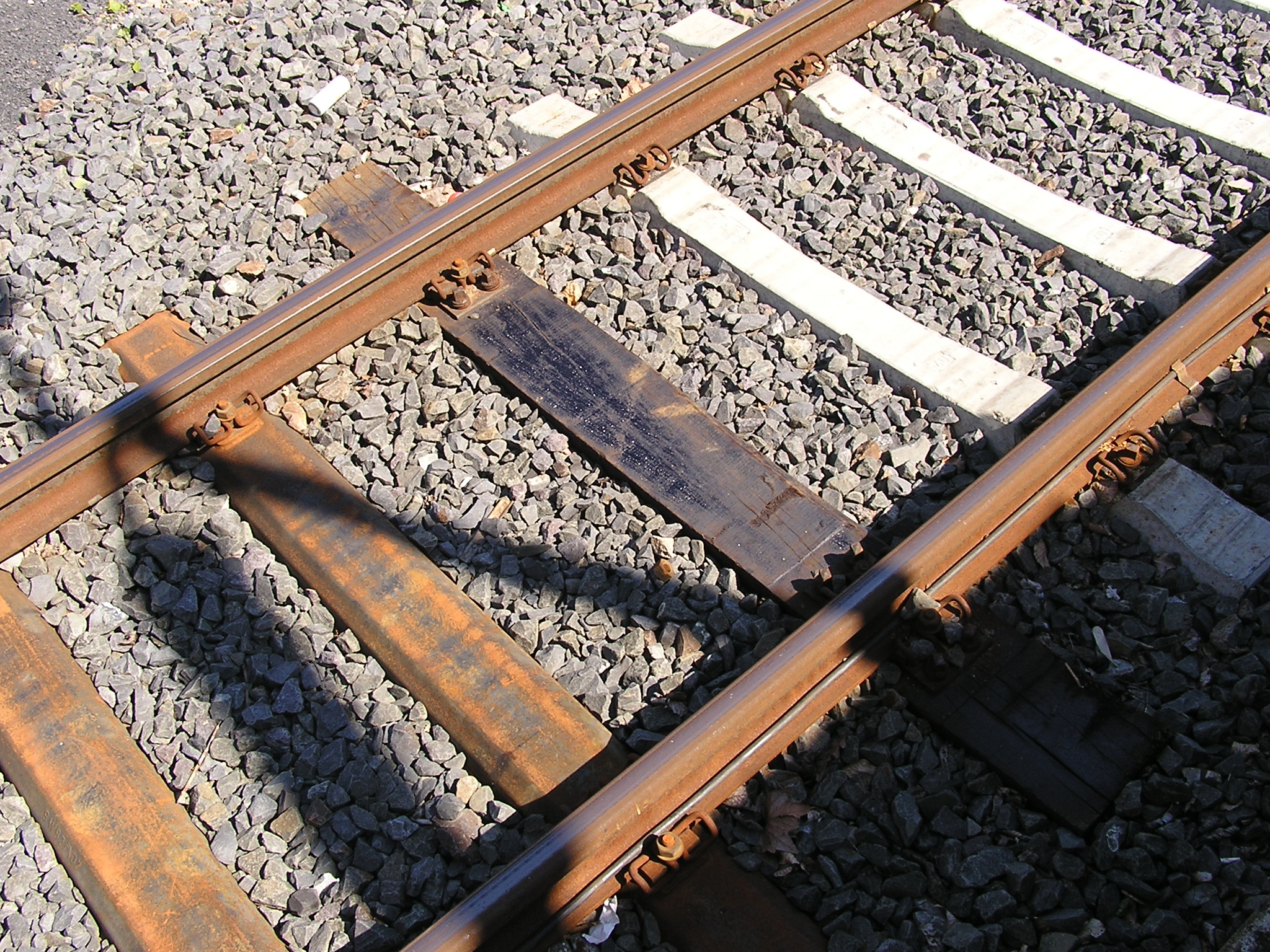
De g. à d. Traverses en métal, en bois, et en béton monobloc.

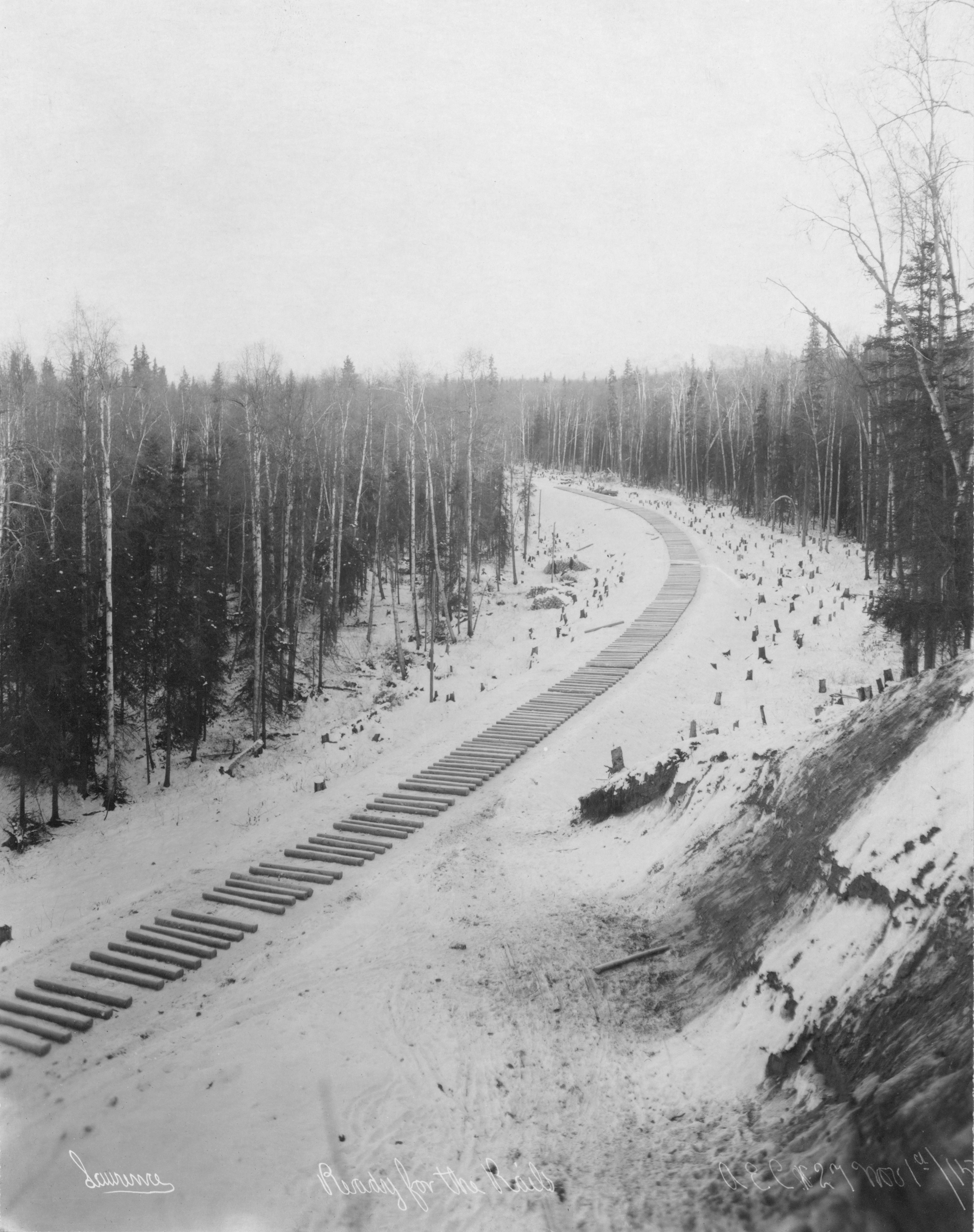
Construction d'une voie ferrée en Alaska (1915).
Les traverses sont juste posées, attendant les rails.

Une traverse est un élément fondamental de la voie ferrée. C'est une pièce posée en travers de la voie, sous les rails, pour en maintenir l'écartement et l'inclinaison, et transmettre au ballast les charges des véhicules circulant sur les rails. On utilise principalement des traverses en bois ou en béton (et depuis peu il existe des traverses en plastique dur recyclé).
Le travelage, c'est-à-dire le nombre de traverses au kilomètre, est variable. Sur le réseau ferré national français géré par SNCF Réseau, il est généralement de 1 666 traverses/km.

## Traverses en bois
Les traverses en bois constituent encore la très grande majorité des traverses utilisées dans le monde. Traditionnellement elles sont en bois dur (chêne ou plus rarement en hêtre ou en azobé, la ligne ferroviaire Bombay-Madras inaugurée par les Britanniques était notoirement soutenue par des traverses en teck) équarri. Le bois est apprécié pour sa résistance, sa flexibilité et sa facilité de mise en œuvre. Mais de durée de vie réduite (20 à 30 ans) car putrescible, il est imprégné sous pression d'un pesticide cancérigène, insecticide et fongicide, interdit à d'autres usages, la créosote de goudron de houille.
Pour éviter l'apparition de fentes, liées aux successions de périodes humides et sèches, on peut cercler les têtes de traverses à l'aide de feuillards métalliques : c'est le frettage.
Leurs dimensions sont généralement, à la SNCF, de 2,6 m de long, 25 cm de large et 15 cm d'épaisseur (les bois d'appareils ont des longueurs variant de 2,60 à 6,00 m.). Elles sont entaillées pour permettre l'appui des rails. La zone d'appui, dite « table de sabotage », est délimitée de manière à déterminer l'écartement des rails et leur inclinaison (au 1/20e à la SNCF). Une traverse pèse environ 80 kg.
La fixation des rails sur les traverses en bois se fait grâce à des tire-fonds et des attaches élastiques, parfois munies de semelles en caoutchouc pour limiter le bruit.
Le recyclage des traverses en bois traité est réglementé dans plusieurs pays en raison de la nocivité de la créosote, produit classé cancérigène.
Les traverses en bois locaux ont été moins utilisées en Europe au profit de bois exotique (azobé en général, qui grâce à son caractère presque imputrescible permet d'éviter le traitement à la créosote).
En juillet 2014, à la suite des protestations de la filière bois française, un protocole d’accord a été signé entre la SNCF Infra (Réseau ferré de France) et la Fédération nationale du bois concernant l’utilisation de traverses en bois pour la réfection des lignes de chemin de fer régionales (Train express régional), et de l’usage du bois en général dans les infrastructures ferroviaires.

## Traverses (en bois) recyclées, réutilisées ou «en fin de vie»

### Qualification juridique
Les traverses deviennent des déchets (quand elles sont cédées à un tiers pour un autre usage ou pour abandon).
Pour la législation européenne et celle de divers pays, la traverse usagée devient un déchet quand son propriétaire initial (SNCF puis RFF en France) s'en « défait », même si c'est pour la valoriser dans une nouvelle filière.
Et « se défaire » d'un bien matériel recouvre selon la jurisprudence européenne tant l'élimination que la valorisation (recyclage, valorisation énergétique) d'une substance ou d'un objet ; la directive 75/442/CEE impose aux États-membres de prendre « les dispositions nécessaires pour que tout détenteur de déchets les remette à un ramasseur privé ou public ou à une entreprise qui effectue les opérations visées aux annexes II A et II B ou en assure lui-même la valorisation ou l'élimination) ». 
Pour la CJCE  la notion « se défaire » dépasse les seules opérations d'élimination ou de valorisation des déchets, et s'étend à tous les objets et toutes les substances dont le propriétaire se défait, même s'ils ont une valeur commerciale et s'ils sont collectés à titre commercial aux fins de récupération, recyclage ou réutilisation. L'arrêt du 18 décembre 1997 de la CJCE a jugé que « des substances, qui entrent dans un processus de production, sont susceptibles de constituer des déchets ».
Les traverses traitées à la créosote deviennent un déchet dangereux ; en Europe, dès le moment où elles sont abandonnées, démontées pour être abandonnées ou promises à un autre usage. Depuis 1993, la circulation en Europe, et l'entrée et la sortie de ces déchets aux frontières de la Communauté européenne sont soumises à une réglementation particulière.
En France, céder une telle traverse, sans s’acquitter des obligations imposées par le code de l’environnement et des règlements pris pour son application, est un acte constitutif de l'abandon, susceptible de poursuites
Depuis 2002, un décret inclut clairement les traverses en bois imprégnées à la créosote dans la catégorie des « déchets dangereux » (ou assimilés à un déchet industriel dangereux), notamment en raison du caractère cancérogène (Cf. annexe II du décret, pour des produits signalés par un astérisque) de molécules présentes dans la créosote. Les traverses réutilisées ou valorisées relèvent notamment de la rubrique 17 02 04* (« Bois, verre et matières plastiques contenant des substances dangereuses ou contaminées par de telles substances »).
Responsabilités ; tout producteur ou détenteur de déchet « est tenu d'en assurer ou d'en faire assurer l'élimination », et est responsable de cette élimination ». Et tout producteur ou détenteur de déchets « dans des conditions de nature à produire des effets nocifs sur le sol, la flore et la faune, à dégrader les sites ou les paysages, à polluer l'air ou les eaux, à engendrer des bruits et des odeurs et, d'une façon générale, à porter atteinte à la santé de l'homme et à l'environnement, est tenu d'en assurer ou d'en faire assurer l'élimination conformément aux dispositions du présent chapitre, dans des conditions propres à éviter lesdits effets [...] L'élimination des déchets comporte les opérations de collecte, transport, stockage, tri et traitement [...]». Pour tout dépôt, abandon ou le fait de faire déposer des déchets à tout autre que l'exploitant d'une installation agréée sans fournir à l'administration certaines informations, sont prévues des peines pouvant atteindre 2 ans d'emprisonnement et 75 000 € d'amende.
En France un « bordereau de Suivi de Déchets Industriels » doit être établi lors de l'enlèvement de tout déchet dangereux, pour permettre sa traçabilité, et le dernier volet de ce bordereau doit être réceptionné après traitement final (sous peine d'une amende de 4e classe), et le producteur des déchets est responsable de leur bonne gestion, jusqu’à leur traitement final », même pour le marché de l'occasion où le producteur doit aussi tenir un registre des déchets produits et pouvoir fournir toute forme de renseignement sur ceux-ci à l'administration.
Un problème supplémentaire est celui des DTQD (Déchets toxiques en quantité dispersée) ; « plusieurs dizaines de milliers de traverses par an » sont volées et disparaissent dans la nature, dans des produits de consommation (charbon de bois), chez des particuliers (aménagement de jardins, terrasses et escaliers) selon RFF, qui s'ajoutent à celles qui font l'objet d'usages illégaux. Un projet de filière spécifique d'élimination des bois traités n'a pas été conduit à terme, faute d'entente entre les acteurs (RFF, SNCF, et France Télécom dont d'anciens poteaux téléphoniques contiennent de la créosote mais aussi de l'arsenic). Une charte, qui répond aux engagements du Grenelle de l'environnement, est signée le 15 juillet 2010 entre le ministère de l'Écologie et ces trois acteurs qui s'engagent à améliorer la traçabilité du bois traité à la créosote ou aux sels de cuivre chrome arsenic.
La convention d'Aarhus veut en outre que toutes les informations concernant l'environnement soient accessibles au public.

## Traverses en béton

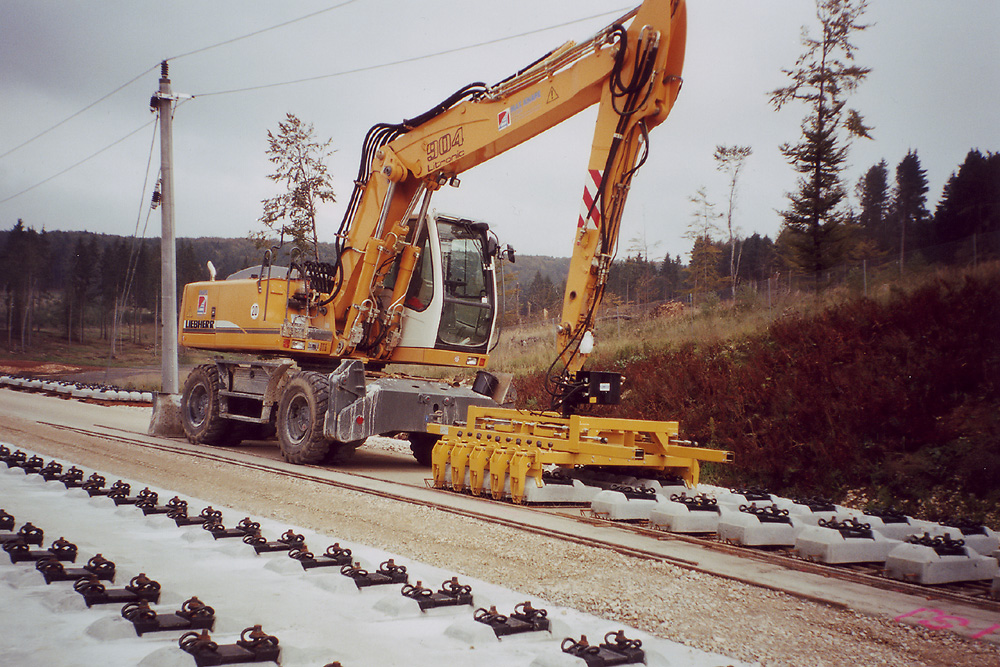
Pose d'une voie sur dalles "FF Rheda" (les traverses seront noyées dans un lit en béton).

L'utilisation du béton pour la fabrication de traverse fut proposée par Joseph Monier qui déposa un brevet en 1877. La traverse en béton, qui a une durée de vie plus importante (50 ans), fut ensuite introduite il y a plusieurs décennies pour pallier les inconvénients du vieillissement naturel du bois et son manque de disponibilité dans certaines régions du monde. Elle fut d'abord utilisée pour les lignes faiblement chargées.
À partir des années 1970, l’emploi de la traverse en béton fut généralisé en France à l’ensemble des lignes. À cette époque en effet, la maîtrise technologique était sensiblement meilleure et surtout, son prix de revient comparé à celui de la traverse en bois fut l’argument principal de cette décision.
Les caractéristiques techniques des traverses en béton sont détaillées dans la norme européenne EN 13230.
L'utilisation des traverses en béton est en nette augmentation, tant à cause de leur qualité intrinsèque que pour le prix élevé des traverses en bois. Les traverses en béton, par leur poids important, assurent un bon ancrage de la voie dans le ballast. Elles sont en particulier utilisées pour les lignes nouvelles à grande vitesse. La fixation des rails se fait par des attaches élastiques munies de dispositifs isolants en caoutchouc.
Il en existe de deux types, la traverse bibloc et la traverse monobloc :

### Traverses bibloc

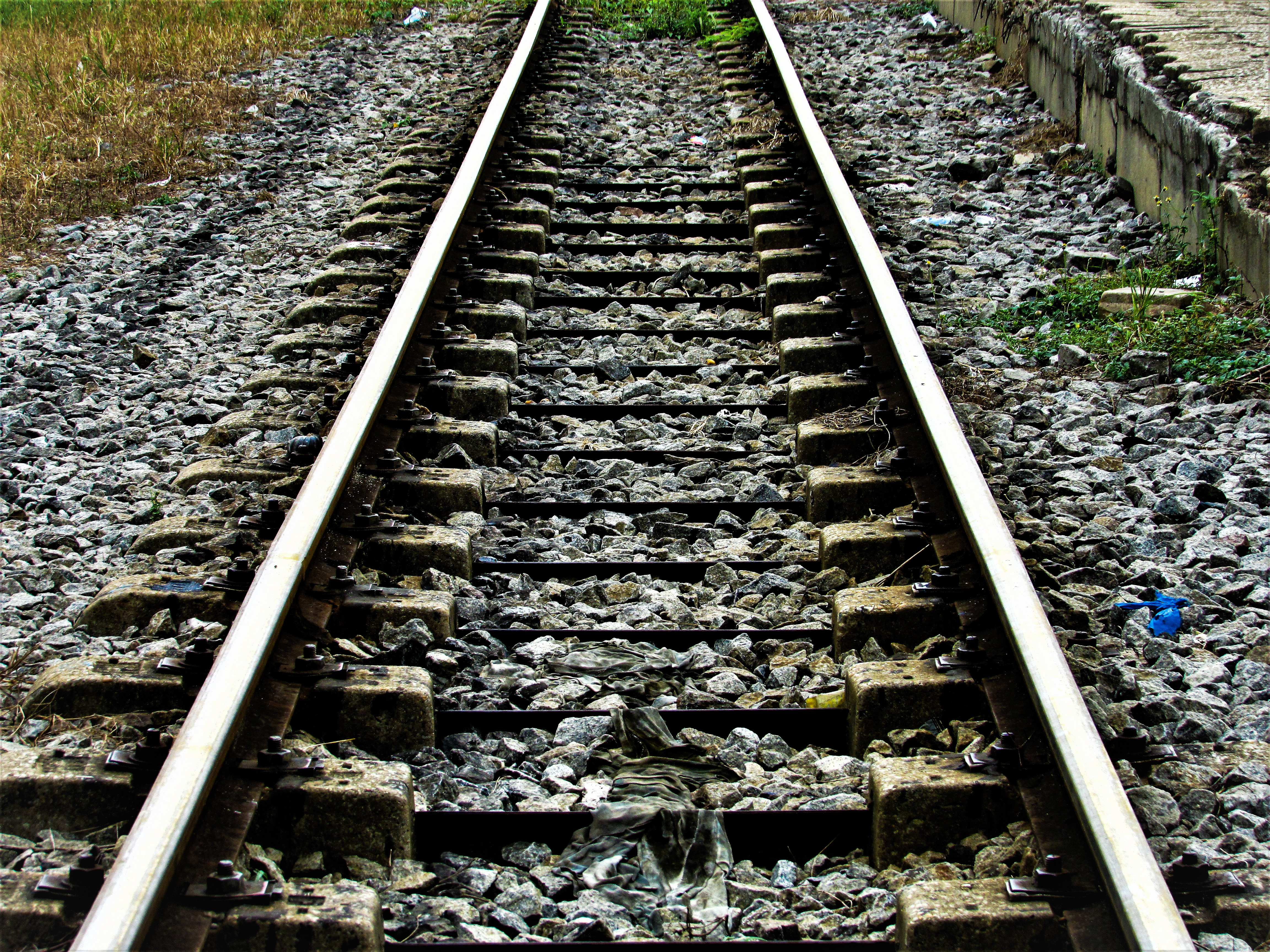
Traverses bibloc d'une voie ferrée en Côte d'Ivoire.

Formées de deux blocs de béton, les blochets, reliés par une entretoise métallique, qui absorbe les efforts en milieu de traverse. Il existe deux modèles de blochets :
- La traverse à blochets de 68 cm, qui a pour dimensions :
  - longueur = 2,245 m
  - largeur = 29 cm  (à la base des blochets)
  - épaisseur = 17 ou 22 cm  (dans l’axe de la table)
- La traverse à blochets de 84 cm, qui a pour dimensions :
  - longueur = 2,415 m
  - largeur = 29 cm  (à la base des blochets)
  - épaisseur = 22 cm (dans l’axe de la table)

### Traverses monobloc

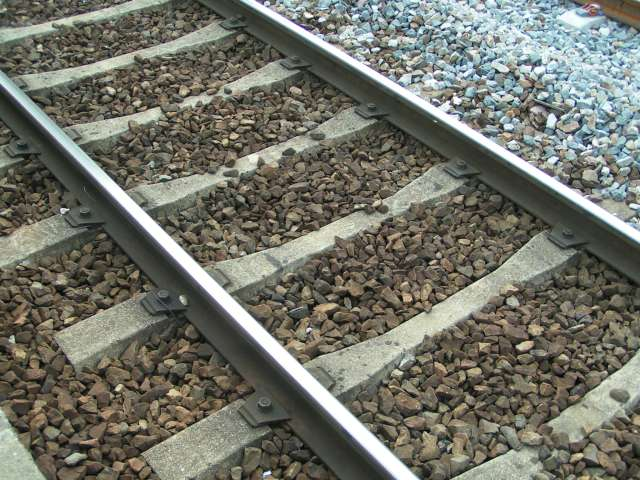
Traverses en béton de type monobloc sur une voie du RER C à Jouy-en-Josas.

En béton précontraint, amincies dans leur partie centrale, armées de fils à haute résistance.
- L’ancienne génération (modèles V.W, SCOP…), fabriquée jusqu’en 1967, a les caractéristiques suivantes :
  - longueur = 2,30 m
  - largeur = 25 cm
  - épaisseur = 14 cm
- La nouvelle génération, fabrications à partir des années 1974 environ, présente les caractéristiques suivantes :
  - longueur = 2,50 m
  - largeur = 29 cm
  - épaisseur = 17 ou 20 cm

## Traverses plastiques ou composites

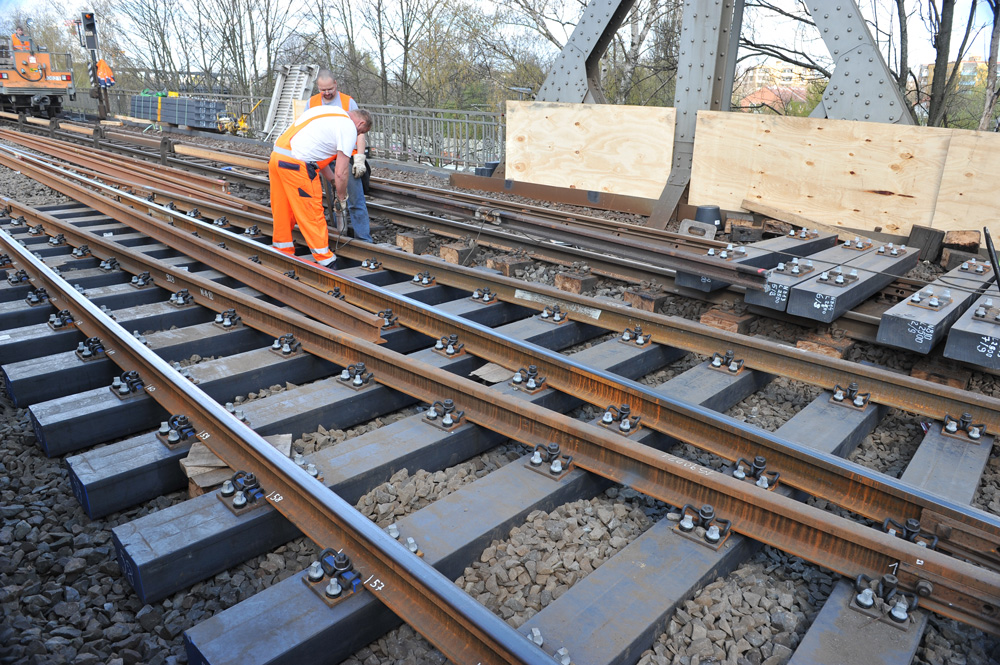
Traverse plastique à Hambourg.

La traverse plastique est habituellement fabriquée à partir d'un recyclat de polyoléfine et renforcée de fibres. Elle est respectueuse de l'environnement. La traverse composite est une alternative à la traverse en bois imprégnée de créosote, l'Union européenne envisageant une restriction sur l'utilisation de la créosote dans les années à venir. La traverse plastique possède d'excellentes caractéristiques mécaniques, supérieures à la traverse en bois. Elle résiste très bien aux intempéries et aux produits chimiques. Elle peut aussi permettre une réduction de nuisance sonore. Plusieurs pays de l'Union européenne ont déjà opté pour cette traverse 100 % recyclable. Elle peut être installée en voie standard, en appareil de voie ou encore sur des ouvrages d'art (pont, tablier métallique non-ballasté).

## Traverses métalliques

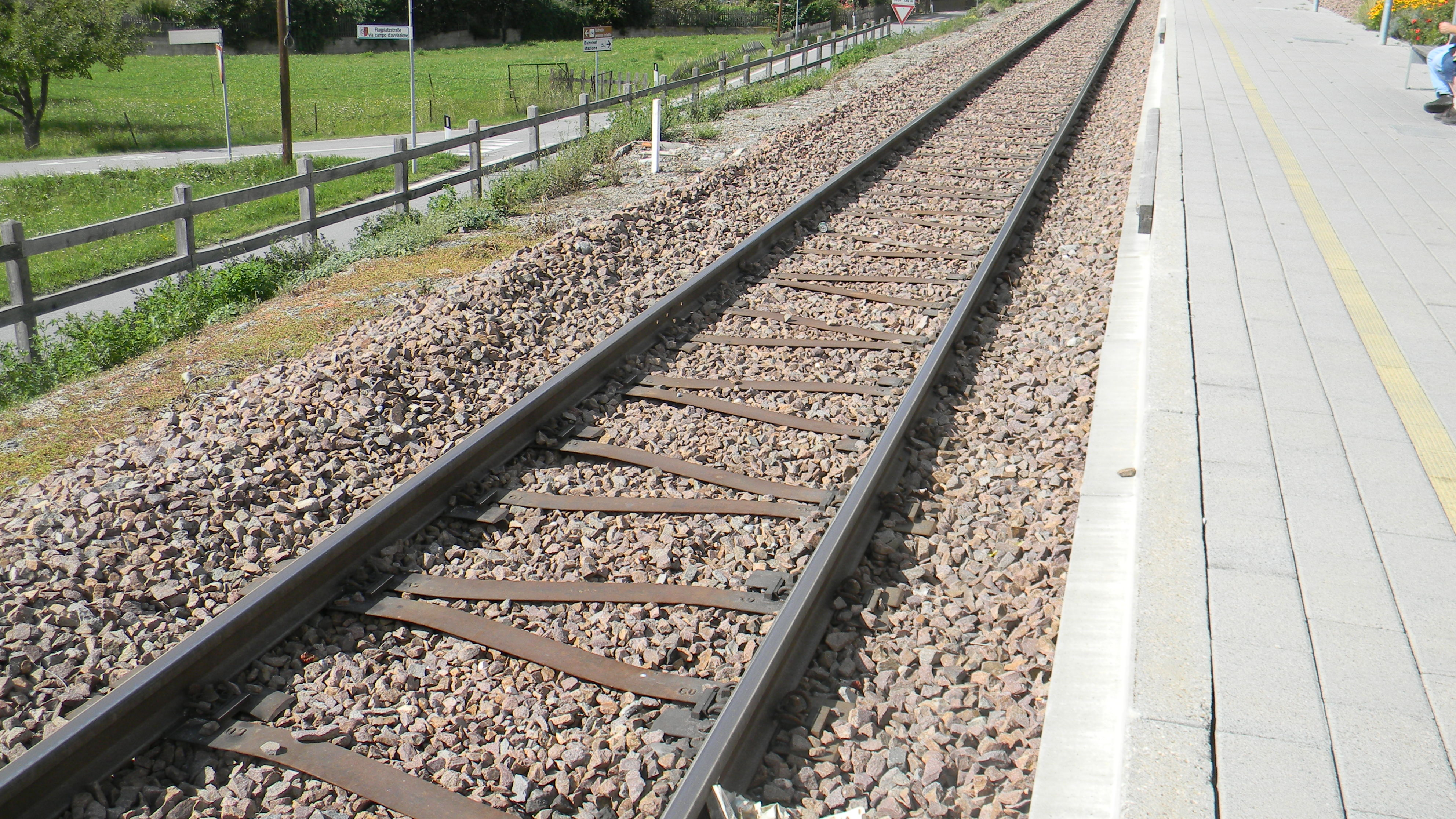
Traverses métalliques obliques en Haut-Adige.

La traverse métallique est un produit industriel de fabrication simple. Elle est constituée d'un laminé en forme de U renversé, embouti à ses extrémités, pour former des bêches qui s'enfoncent dans le ballast et s'opposent au déplacement transversal de la voie.
Le rail est fixé au moyen de crapauds qui appuient sur le bord du patin. Ces crapauds sont serrés par des écrous vissés sur des boulons et la combinaison de deux ou trois modèles permet de réaliser une gamme progressive d'écartement de la voie. On peut également adapter des dispositifs élastiques.
La traverse métallique, en acier, est relativement légère (80 kg) et est principalement utilisée dans des voies à circulation de moyenne vitesse.
N'étant pas isolantes, elles demandent qu'un soin particulier soit apporté aux attaches et leur isolation afin d'être compatibles avec les systèmes de signalisation faisant appel aux courants de voie. Un bourrage de qualité remplissant bien les moules de la traverse, lui permet d'atteindre une stabilité optimum pour les tracés sinueux.
Deux facteurs déterminants font apparaître un regain d'intérêt pour les traverses métalliques :
- Le façonnage des bêches en version longue augmente considérablement leur stabilité latérale, permettant par là le soudage en long rail soudé de la ligne pour des rayons de l'ordre de 200 m.
- L'autre aspect de plus en plus pris en compte est leur excellent bilan écologique, fortement influencé par la possibilité qu'elles offrent d'être régénérées et recyclées dans des lignes de seconde importance[20].

Une variante est celle des traverses obliques, dites « en Y ».